# Onça
|  | «Onces» redirigeix aquí. Vegeu-ne altres significats a «Oncès». |

Onça o onsa és un nom comú sense valor taxonòmic donat a diverses espècies de mamífers fissípedes de la família dels fèlids. Entre els animals que reben aquest nom, hi ha el linx, el jaguar i, sobretot, el guepard. El seu origen etimològic probablement rau en el mot italià lonza, que té el mateix significat.
En l'edat mitjana, «onça» i els seus equivalents en altres llengües romàniques es feien servir per referir-se al linx; en són dos exemples el Llibre de les bèsties de Ramon Llull i la Divina Comèdia de Dante.